# Lysandra minor
Lysandra minor är en fjärilsart som beskrevs av Percival Allen Huntercombe Muschamp 1909. Lysandra minor ingår i släktet Lysandra och familjen juvelvingar. Inga underarter finns listade i Catalogue of Life.